# Kazunari Ninomiya

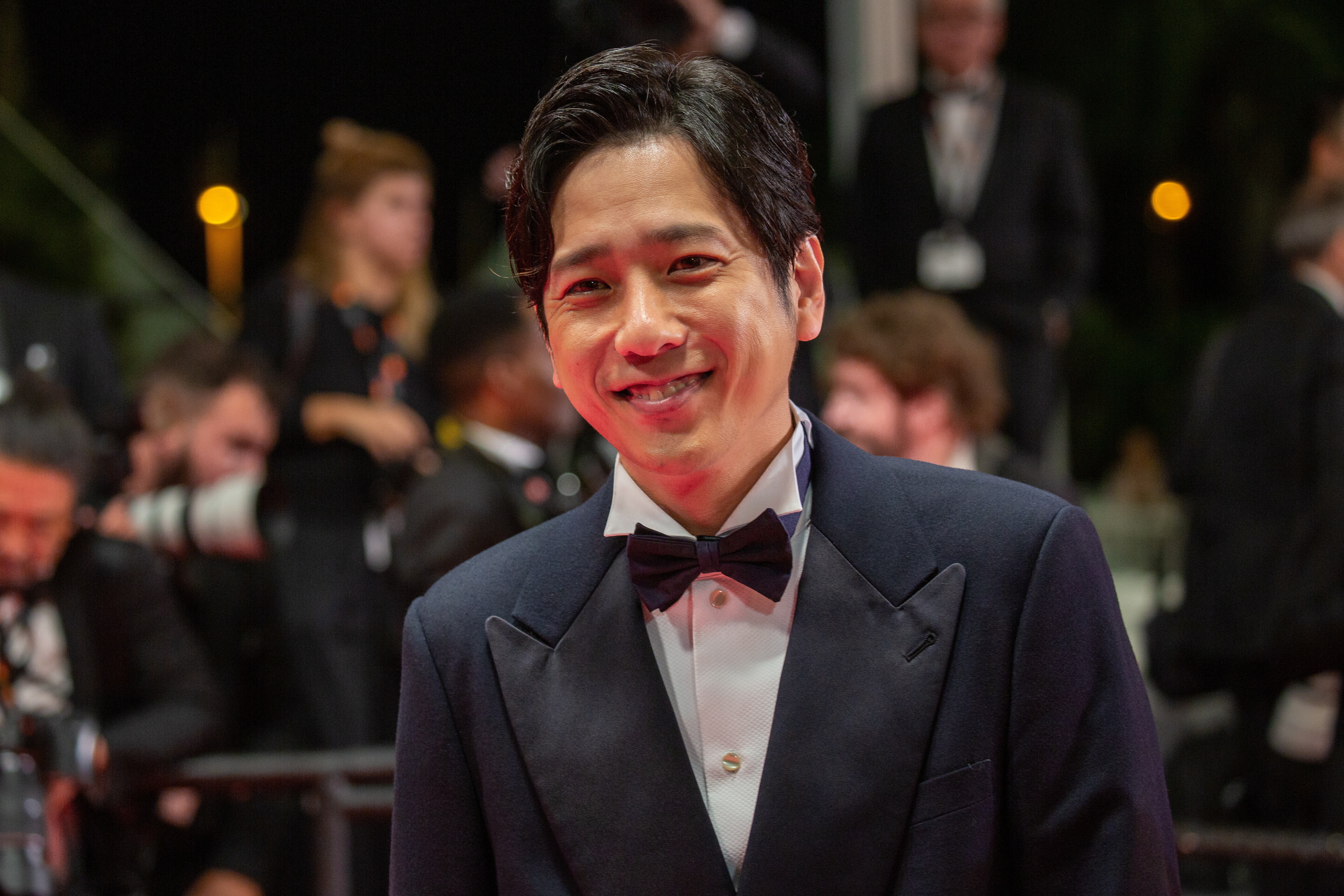
Kazunari Ninomiya (2025)

Kazunari Ninomiya (jap. 二宮 和也 Ninomiya Kazunari; * 17. Juni 1983 in Katsushika, Tokio) ist Mitglied der im Jahre 1999 gegründeten japanischen Boygroup Arashi. Später arbeitete Kazunari Ninomiya dann auch als Schauspieler.

## Leben und Leistungen
Schon vor seiner Gesangskarriere stand Kazunari vor der Kamera, so spielte er bereits seit 1998 in verschiedenen japanischen Fernsehserien mit, die im deutschsprachigen Raum eher unbekannt sind. Dennoch konzentrierte sich der Künstler verstärkt auf seine 1999 gegründete Band Arashi, ehe er sich im Jahr 2002 wieder seiner Schauspielkarriere widmete. In Deutschland ist er vor allem durch den Kinofilm Letters from Iwo Jima bekannt.

## Diskografie (Auswahl)
- 1997: Stand By Me (Soloprojekt)
- 2004: Shibuya Kara Tooku Hanarete
- 2004: Rebel Without a Cause

## Filmografie (Auswahl)

### Fernsehserien
- 1998: Amagi Goe
- 1998: Nijuroku ya Mairi
- 1998: Akimahende
- 1999: Nekketsu Ren’aidō
- 1999: Abunai Hōkago
- 1999: Kowai Nichiyōbi
- 1999: V no Arashi
- 2000: Namida o fuite
- 2001: Handoku!!!
- 2003: Netsuretsuteki Chūka Hanten
- 2003: Stand Up!!
- 2004: Minami-kun no Koibito 2004
- 2005: Yasashii Jikan
- 2006: Sukoshi wa, Ongaeshi ga dekita kana
- 2007: Haikei, Chichiue-sama
- 2007: Marathon
- 2007: Yamada Tarō Monogatari
- 2008: Ryūsei no Kizuna
- 2009: DOOR TO DOOR -Boku wa Noseimahi no Topsalesman-
- 2009: Tengoku de Kimi ni aetara
- 2010: Saigo no Yakusoku
- 2010: Freeter Ie o kau
- 2018: Black Pean
- 2022: My Family

### Filme
- 2002: Pikanchi - Life Is Hard Dakedo Happy
- 2003: Ao no Honō
- 2004: Pikanchi II - Life Is Hard Dakara Happy
- 2006: Letters from Iwo Jima
- 2006: Tekkon Kinkreet (Stimme)
- 2007: Kiiroi Namida
- 2010: Ohoku
- 2011: Gantz
- 2011: Gantz Part 2
- 2013: Platinum Data
- 2015: Haha to kuraseba
- 2017: Last Recipe
- 2018: Kensatsu gawa no zainin
- 2020: Asada-ke!
- 2022: TANG
- 2025: Exit 8 (8番出口)